# Hoten Perșîi, Izeaslav
Hoten Perșîi (în ucraineană Хотень Перший) este un sat în comuna Plujne din raionul Izeaslav, regiunea Hmelnîțkîi, Ucraina.

## Demografie
Componența lingvistică a localității Hoten Perșîi
     Ucraineană (98,65%)
     Rusă (1,35%)
Conform recensământului din 2001, majoritatea populației localității Hoten Perșîi era vorbitoare de ucraineană (98,65%), existând în minoritate și vorbitori de rusă (1,35%).